# 함평 나비사랑 전국 어린이 동요제
함평 나비사랑 전국 어린이 동요제는 2005년에 시작되어 2008년에 폐지된 대한민국의 동요 경연대회다.
함평나비축제의 부설 일환으로 진행된 동요제는, 어린이들에게 꿈과 사랑을 전하고 환경의 소중함을 알려주기 위해 개최되었다.<br.>
또한 이 동요제는, KBS 광주방송총국의 녹화방송으로 진행되었다.

## 역대 수상자 명단
- 제1회 (2005년) - 녹화 : 2005년 5월 5일(목) / 방영 : 2005년 5월 14일 (토)[1]
  - 대상 - 김은지(광주 미산초등학교 3학년) "내 마음에는"
  - 금상 - 김주형(광주 화개초등학교 5학년) "오월의 풀밭"
  - 은상 - 신재은(서울 대곡초등학교 5학년) "달 뜨는 바닷가", 강하은(전남 목포 서해초등학교 5학년) "솔개그늘 이야기", 박은경(광주 살레시오초등학교 5학년) "뱃노래"

- 제2회 (2006년) - 녹화 : 2006년 5월 5일(금) / 방영 :[2]
  - 대상 - 김효진(대구 동산초등학교)
  - 금상 - 박은경(광주 살레시오초등학교)
  - 은상 - 이지수(광주 금당초등학교), 오윤지(광주 살레시오초등학교), 이은진(울산 능소초등학교)
  - 동상 - 동요나라천사들, 푸른하늘중창단, 윤 정(광주 송원초등학교), 이대원(광주 살레시오초등학교), 윤종서(전남 함평초등학교)
  - 장려상 - 김수진(광주 남초등학교), 정우경(광주 송원초등학교), 김성록(울산 월계초등학교), 박준석(광주 운리초등학교), 박리지(광주 운리초등학교)
  - 인기상 - 김성록(울산 월계 초등학교)

- 제3회 (2007년) - 녹화 : 2007년 5월 5일(토) / 방영 :[3]
  - 대상 : 강현빈(서울 문정초등학교 6학년)
  - 금상 : 양세미(광주 문산초등학교 3학년), 박리지(광주 운리초등학교 5학년)
  - 은상 : 전주서곡(중창), 거제옥포 (중창), 박상희(목포초등학교 5학년), 이지수(금당초등학교 5학년), 김주현(광주송원초등학교 6학년)
  - 동상 : 배새별(전주서곡초등학교 5학년), 이형아(광주진만초등학교 3학년), 이대원(광주살레시오초등학교 5학년), 최혜미(당동교 4학년), 이홍빈(광주남초등학교 5학년)
  - 인기상 : 연산 (중창), 함평 (중창)

- 제4회 (2008년) - 녹화 : 2008년 5월 5일(월) / 방영 :[4]
  - 대상 : 박한빈 (미산초등학교 1학년) "나무의 노래'
  - 금상 : 김수연 (세광학교 4학년) "별보며 달보며", 이대원 (살레시오 6학년) "단비"
  - 은상 : 우준범 (지도 6학년) "아무 말없이", 최혜미 (당동초등학교 5학년) "외갓집가는 길", 조혜지 (평일초등학교 5학년) "별 하나", 박희경 (삼정자초등학교 5학년) "수수꽃다리", 푸른소리중창단 (자전거를 타고 달리자)
  - 인기상 : 박한솔,박신명 (미산초등학교 6학년, 미산초등학교 5학년) "아이들은", 정다빈 (금당초등학교 5학년) "푸른 꿈을 키워가요"
  - 동상 : 노유빈 선창초등학교 4학년 "노을지는 풍경", 정은영 (금당초등학교 6학년) "자장가", 김민지 (사파초등학교 3학년) "노란 민들레", 김경은 (남초등학교 5학년) "잠자리", 박진아 외 9명 (함평초등학교 4학년) "지구에 온 어린왕자들"

## 같이 보기
- 함평나비축제